# Hypoestes pubescens
Hypoestes pubescens är en akantusväxtart som beskrevs av Isaac Bayley Balfour. Hypoestes pubescens ingår i släktet Hypoestes och familjen akantusväxter. Inga underarter finns listade i Catalogue of Life.